# Kantiléna (hudební termín)
Kantiléna (italsky cantilena) je sólová melodie nebo delší melodický úsek velké vícehlasé kompozice. Většinou kantiléna zabírá delší časovou plochu, má zpěvný, legatový charakter, volné tempo a často se v ní vyskytují noty dlouhého trvání. Je typická pro pěvecký styl belcanto.
V Itálii se jako cantilena označují také chytlavé, všeobecně známé melodie.